# Sułtanat Dar Fur
Sułtanat Dar Fur (arab. ‏سلطنة دارفور‎) – państwo na terenie Darfuru, istniejące od połowy XVII wieku do roku 1916.

## Historia polityczna

### Początki
Z powodu braku źródeł pisanych pochodzenia miejscowego oraz faktu, że wzmianki o sułtanacie w obcych źródłach do początku XIX wieku są bardzo nieliczne, wczesna historia Sułtanatu Dar Fur jest niezwykle trudna do odtworzenia. Wiadomo jednak, że sułtanat został założony przez negroidalny lud Fur, na początku historii państwa osiadły w górach Dżabal Marra, wśród którego na czoło wysunął się odłam zwany Kundżara, któremu przewodził klan Kajra. Na skutek wieloletnich kontaktów z Arabami Kundżara ulegli arabizacji i przyjęli islam. Tradycja wiąże Kajra z poprzednim ludem panującym na terenie Darfuru, Tundżurami. Założyciel dynastii Kajra, Dali, miał w XV wieku zdetronizować prawowitego władcę Tundżurów i swojego przyrodniego brata, Sana. Jeden z potomków Daliego, Sulejman Solong (ok. 1650 – ok. 1680), o którym twierdzi się, że był synem Arabki, miał wprowadzić islam i być wielkim zdobywcą. To jego Kajra uważali za właściwego twórcę państwa i jest on jego pierwszym historycznym władcą.

### Rozwój
Niewiele wiadomo o kilku następnych sułtanach. W tradycji zarówno Dar Furu, jak i Wadaju, przechowała się pamięć o szeregu wojen pomiędzy nimi w drugiej połowie XVII i pierwszej połowie XVIII wieku. Były one początkowo pomyślne dla Dar Furu, który szczególne sukcesy miał odnosić za panowania Ahmada Bukra ben Musy (ok. 1715 – ok. 1728). Później szala zwycięstwa zaczęła się jednak przechylać na stronę Wadaju. Zarówno Umar (ok. 1743/1744 – ok. 1749/1750), jak i Abu al-Kasim (ok. 1749/1750 – ok. 1756) mieli zginąć w walkach z tym państwem. Zniechęcony tymi niepowodzeniami Muhammad Tajrab (ok. 1756 – 1787) zawarł pokój z Uadajem i skierował ekspansję państwa na Kordofan, gdzie panował wówczas także wywodzący się z Kundżara ród Musabbaat. Tym samym Dar Fur wdał się w rywalizację z Fundż, którzy również dążyli do opanowania Kordofanu. Ostatecznie Kordofan został zdobyty przez Muhammada Tajraba dopiero w roku 1784/1785, kiedy to wyczerpani walkami wewnętrznymi Fundż wycofali się z jego terytorium. Władca Kordofanu, Hasim al-Musabbaawi, został zmuszony do ucieczki.
Po śmierci Tajrabiego wybuchła wojna sukcesyjna pomiędzy jego synem Ishakiem a potomkami Ahmada Bukra, którzy byli popierani przez wpływowego zwycięzcę Hasima, eunucha Muhammada Kurrę. Ostatecznie temu ostatniemu udało się osadzić na tronie syna Ahmada Bukra, Abd ar-Rahmana ar-Raszida (1787-1801). Młody sułtan musiał opanować liczne bunty, w których stłumieniu pomógł mu Kurra. Został on teraz pierwszym ministrem i poprowadził kolejną ekspedycję na Kordofan, którym następnie rządził jako namiestnik. Abd ar-Rahman był uczonym i pobożnym władcą, który energicznie popierał islam. Za jego panowania doszło do rozkwitu zarówno religii, jak i handlu, co w znacznym stopniu było spowodowane imigracją kupców i marabutów z pogrążonego w anarchii Fundż. Abd ar-Rahman jako pierwszy z sułtanów w roku 1792 umieścił stałą stolicę państwa w Al-Faszir, kończąc tym samym z dotychczasową praktyką zmiany rezydencji przez każdorazowego władcę. Wzrost znaczenia Dar Furu znalazł swoje odzwierciedlenie także na arenie międzynarodowej. Abd ar-Rahman wymienił podarki z sułtanem osmańskim, a podczas francuskiej okupacji Egiptu Bonaparte korespondował z nim w sprawie przysłania posiłków wojskowych.

### W cieniu Egiptu
Młody syn Abd ar-Rahmana, Muhammad Fazl (1801-1838/1839), w roku 1801 został ustanowiony sułtanem przez Muhammada Kurrę, lecz wkrótce pomiędzy władcą a jego ministrem doszło do konfliktu i Kurra został zabity w październiku/listopadzie 1804 roku. Panowanie Muhammada było okresem osłabienia Dar Furu. Kolak Uadaju, Sabun (1805-1815), spustoszył wasalne państewko Dar Tama i nałożył na nie trybut. Z kolei w roku 1821 ekspedycja wysłana przez paszę Egiptu Muhammada Alego (1805-1849) pokonała namiestnika Kordofanu w bitwie pod Bara i zaanektowała prowincję. Późniejszy bunt w dolinie Nilu uniemożliwił jednak siłom egipskim podbój samego Dar Furu. Wykorzystując walki wewnętrzne po śmierci Sabuna, w roku 1838 Muhammad Fazl doprowadził do ustanowienia władcą Wadaju jego młodszego brata Muhammada al-Szarifa (1838-1858), ten jednak rychło zerwał ze swoją zależnością wobec Dar Furu.
Od czasu egipskiego podboju Kordofanu i Fundż w roku 1821 Dar Fur sąsiadował na wschodzie z egipskim namiestnikiem w Chartumie. W roku 1841 Muhammad Ali uzyskał od sułtana Abdülmecida (1839-1861) firman nadający mu prawo do Dar Furu i poparł syna Abd ar-Raszida, Muhammada Abu Madjana, przeciwko jego aktualnemu władcy Muhammadowi Husajnowi (1838/39-1873). Projekt wyprawy przeciwko Dar Furowi został jednak porzucony, gdy we wrześniu/październiku zmarł egipski namiestnik Sudanu Ahmad Pasza Abu Widan. Stosunki Muhammada Husajna z następcami Muhammada Alego, Sa’idem (1854-1863) i Isma’ilem (1863-1879) były przyjazne. Syn Muhammada Husajna, Ibrahim (1873-1874), wmieszał się jednak w konflikt pomiędzy formalnie podlegającymi mu Rizajkat, odłamem koczowniczego ludu Bakkara, a Zubajrem Rahmą Mansurem, łowcą niewolników i egipskim namiestnikiem Bahr al-Ghazal. Zubajr zaatakował Dar Fur na czele swojej dobrze uzbrojonej niewolniczej armii z południa, podczas gdy w tym samym czasie namiestnik Sudanu Isma’il Pasza Ajjub przeprowadził atak od wschodu. Ibrahim został pokonany i zabity przez Zubajra w bitwie pod Manawaszi 24 października 1874 roku. Następnie siły tego ostatniego zajęły Al-Faszir i Dar Fur został zajęty przez Egipt.

### Próby odzyskania niepodległości
Opór Furów przeciwko egipskiej okupacji przybrał postać kolejnych powstań wzniecanych w imieniu pretendentów z dynastii Kajra. Pierwszy z nich, Hasab Allah ben Muhammad Fazl, po nieudanym buncie poddał się Zubajrowi i wraz z wieloma książętami z rodu Kajra został wysłany do Egiptu. Drugi, Basza ben Muhammad Fazl, został zabity przez syna Zubajra. Kolejna rewolta została wszczęta w roku 1877, po nałożeniu nowych podatków, a jej liderem został wnuk Muhammada Fazla, Harun. Obległ on Al-Faszir, został jednak ostatecznie odrzucony do Dżebel Marra, gdzie zginął w roku 1880. Kolejnym pretendentem do sułtanatu przebywającym w Dżebel Marra został teraz inny wnuk Muhammada Fazla, Abdullah Dud Bandża.
Tymczasem w roku 1881 w Sudanie wybuchło powstanie Mahdiego. W grudniu 1883 roku egipski namiestnik Dar Furu, Rudolf Carl von Slatin, kapitulował wobec dowódcy Mahdiego, Muhammada Bej Chalida. Jako namiestnik Dar Furu z ramienia Mahdiego w roku 1884 Muhammad Bej Chalid pojmał Dud Bandżę, który następnie został oficerem w armii mahdystów. Po śmierci Mahdiego Muhammad Bej Chalid próbował obalić władzę jego następcy, Abdullaha ben Muhammada, został jednak przez niego pokonany w roku 1886. Namiestnikiem Dar Furu został teraz syn sułtana Ibrahima, Jusuf. W roku 1887 restytuował on sułtanat, już na początku 1888 roku został jednak pokonany przez namiestnika Kordofanu, Usmana Adama. Kilka miesięcy później władza mahdystów w Dar Furze została obalona przez powstanie wzniecone przez mesjanistycznego fakiha Abu Dżumajzę. Nominalnym sułtanem powstańców został brat Jusufa, Abu al-Chajrat. Mahdyści zostali pokonani w dwóch bitwach, jednak Abu Dżumajza zmarł na czarną ospę i w lutym 1889 roku jego zwolennicy zostali przepędzeni spod Al-Faszir. Abu al-Chajrat zginął w Dżebel Marra z rąk własnych niewolników w roku 1891, tym samym w którym zmarł ostatecznie zwycięski Usman Adam. Jego następcą na stanowisku namiestnika Dar Furu został Mahmud Ahmad, który w roku 1896 został wezwany do Omdurmanu, by wziąć udział w walkach z siłami Kitchenera.
Kiedy państwo mahdystów upadło w roku 1898, Ali Dinar (1898-1916), wnuk Muhammada Fazla, zajął Al-Faszir i ogłosił się sułtanem. Formalnie znajdował on się pod anglo-egipskim protektoratem, jednak przez długi czas udawało mu się kontynuować politykę mahdystów polegającą na niewpuszczaniu Europejczyków do swojego państwa. Na terytorium Dar Furu Ali Dinar musiał walczyć z byłym mahdystą Saninem Husajnem, którego ostatecznie pokonał dopiero w roku 1908. Poza tym podobnie jak jego poprzednicy miał on problemy z utrzymaniem swojej zwierzchności nad koczownikami Bakkara i buforowymi państewkami pomiędzy Dar Furem a Uadajem. Kiedy w roku 1909 Wadaj zajęli Francuzi rozciągnęli oni swoją władzę na wszystkie te państewka z wyjątkiem Dar al-Masalit, mimo że w tej kwestii Ali Dinar był popierany przez Brytyjczyków. Francja nie zaatakowała jednak samego Dar Furu, respektując fakt jego przynależności do brytyjskiej strefy wpływów. Naciskany z jednej strony przez Francuzów, z drugiej zaś mający coraz gorsze stosunki z rządem anglo-egipskiego kondominium, Ali Dinar podczas I wojny światowej sympatyzował z Osmanami. W tej sytuacji, pod pretekstem ataku wyprzedzającego, rząd anglo-egipskiego Sudanu wysłał przeciwko niemu armię, która pokonała jego siły pod Al-Faszir 22 maja 1916 roku. Sam Ali Dinar zginął 6 listopada 1916 roku i był to ostateczny koniec sułtanatu Dar Fur.

## Wybrane zagadnienia

### Skład etniczny ludności
Skład etniczny ludności sułtanatu był bardzo różnorodny. Jak już napisano powyżej, grupę dominująca stanowili Furowie, a konkretnie Kundżara, którzy byli jednym z trzech odłamów tego ludu. Ich początki są niejasne, wiadomo jednak, że przez dłuższy czas kontaktowali się oni z Fazara (było to ogólne określenie arabskich koczowników używających wielbłądów), Arabami z Górnego Egiptu i nie-arabskimi Toubou. W wyniku tych kontaktów doszło m.in. do ich arabizacji i islamizacji. Sułtanat Dar Fur zamieszkiwali także przedstawiciele poprzednio rządzących nim ludów, Dadżu i Tundżurowie. Ród Kajra objął zasięgiem swej władzy zarówno teren Dżebel Marra, jak i plemiona nomadów koczujące wokół obszarów o stałym osadnictwie. Plemiona te miały różne pochodzenie. Część z nich była Arabami, inna należała do lokalnych grup etnicznych takich jak Zaghawa i Bedajjat, w różnym stopniu zarabizowanych. Podstawą ich gospodarki była hodowla wielbłądów. Natomiast na południe od ich pastwisk koczował lud Bakkara, hodujący bydło rogate. Najważniejszymi z plemion Bakkara byli Rizajkat i Ta'aisza.

### Administracja
Zgodnie z tradycją pierwszym wielkim prawodawcą Furów był Dali, który podzielił kraj na pięć prowincji. Stosowane wówczas prawo miało być dalekie od zasad szariatu, ponieważ znało jedynie kary grzywny pobierane w tkaninach i bydle. System administracyjny pod historycznymi sułtanami Kajra także wykazywał niewiele muzułmańskich cech. Niemal wszystkie tytuły pochodziły z dialektu Furów, poza stojącym na czele państwa sułtanem i jego administrującymi poszczególnymi prowincjami przedstawicielami, określanymi arabskim terminem „makdum”. Sprawowali oni swój urząd przez wyznaczoną z góry liczbę lat. Matka sułtana była formalnie rzecz biorąc drugą osobą w państwie po swoim synu, lecz jeszcze większą realną władzę miała tzw. „ija basi”, która zazwyczaj była siostrą sułtana. Ważną rolę odgrywali niewolnicy i eunuchowie. Spośród tych drugich wywodził się główny minister, który był także namiestnikiem wschodniej prowincji. Wydaje się, że od połowy XVIII wieku stopniowo rosła rola wojska niewolniczego kosztem wojowników powoływanych przez władze poszczególnych prowincji. Restytuowany przez Alego Dinara sułtanat przejął wiele cech administracji egipskiej i mahdystów. Zrezygnowano z systemu „makdum” na rzecz specjalnych wysłanników („mandub”) sułtana reprezentujących go w prowincjach. W rządzie centralnym wielki wpływ mieli niewolnicy i faworyci władcy. Wpływ mahdystów można zauważyć szczególnie w przyjętym systemie podatkowym i organizacji hierarchii kadich.

### Religia
Podobnie jak w przypadku wielu innych dynastii muzułmańskich w Afryce, tradycyjna genealogia Kajra próbowała powiązać ich ze światem islamu. Stąd według niej mieli się oni wywodzić od Abbasydów lub Banu Hilal. Przydomek „Solong” w przypadku Sulejmana oznacza po prostu „Arab”, jednak arabski charakter dynastii był raczej wynikiem małżeństw z Arabami z doliny Nilu, niż pochodzenia wskazywanego przez tradycję. Islamizacja ludności Dar Furu była wynikiem różnorodnych wpływów zewnętrznych, takich jak napływ arabskich koczowników z północy, przepływ pielgrzymów podążających do Mekki z Sudanu Środkowego i Zachodniego oraz kontaktów i imigracji ludności z doliny Nilu. Fakihowie, którzy osiedli w Dar Furze, wywodzili się głównie z Zachodniego Sudanu i doliny Nilu. Ponieważ w obu tych regionach dominowała malikicka szkoła prawa, stała się ona formą szariatu także w Dar Furze. Wpływ fakihów i marabutów z doliny Nilu nasilił się zwłaszcza po tym, gdy w drugiej połowie XVIII wieku Dar Fur przeorientował swoją politykę na wschód i zaczęli oni napływać do niego z pogrążonego w anarchii Fundżu. Mimo muzułmańskiego charakteru dynastii, który znajdował odzwierciedlenie przede wszystkim w praktykach sułtańskiej kancelarii, na wsi dominowały tradycyjne, przedmuzułmańskie wierzenia i obyczaje Furów. Jeszcze XIX i XX wieczni obserwatorzy zanotowali przetrwanie wielu niemuzułmańskich zwyczajów. Niemniej tzw. Księga Dalego, w której miało być skodyfikowane dawne prawo zwyczajowe, prawdopodobnie miała charakter mityczny, albo była co najwyżej generalnym terminem na próby spisania starodawnych zwyczajów.

### Gospodarka
Przez Dar Fur przechodziły ważne szlaki handlowe i pielgrzymkowe, które dostarczały klasie rządzącej dużej części dochodów. Z Sudanu Zachodniego oraz Centralnego biegł szlak kupiecki i pielgrzymkowy łączący region z państwami Hausa poprzez Bornu i Wadaj. Do Hausa dostarczano wydobywaną w Dar Furze miedź, natomiast sprowadzano stamtąd tkaniny. Szlak ten biegł dalej na wschód od Kordofanu i Fundż, następnie do Egiptu lub wprost do Sawakin, stamtąd zaś do Dżuddy i Mekki. Szlak ten stracił na znaczeniu dopiero wraz z budową linii kolejowej łączącej Al-Ubajjid z Chartumem i Port Sudan w 1911 roku. Z Egiptem region był połączony także bezpośrednio tak zwaną „drogą czterdziestodniową” („Darb el-Arba'in”), prowadzącą przez oazę Charga i Pustynię Zachodnią do Asjut nad Nilem. Na północ wysyłano przede wszystkim niewolników, którzy byli chwytani spośród „pogan” zamieszkałych na terenach położonych na południe od Dar Furu, oraz w mniejszym stopniu wielbłądy, kość słoniową i gumę arabską, na południe zaś sprowadzano wyroby rzemieślnicze, metale, tkaniny i broń. W XVIII wieku z Sudanu Wschodniego sprowadzano do Kairu przeciętnie od 1 do 3 tys. niewolników, z których tylko od 100 do 150 pochodziło z Fundż, reszta zaś z Dar Furu. Egipski podbój Sudanu w 1821 roku odciął Dar Fur od jego tradycyjnych terytoriów pozyskiwania niewolników, które zaczęli eksploatować działający pod protektoratem Egipcjan handlarze w rodzaju Zubajra Rahmy. W Dar Furze wydobywano także złoto, które było importowane przez Egipt. To właśnie pochodzący z sułtanatu kruszec sprawił, że Kair był jedynym miejscem w imperium osmańskim gdzie bito złote dukaty, tak zwane sultaniny.